# Sélénocystéine synthase
La sélénocystéine synthase est une transférase qui catalyse la réaction :
L-séryl-ARNtSec + SePO33–  {\displaystyle \rightleftharpoons }  L-sélénocystéinyl-ARNtSec + OPO33–.
Cette enzyme intervient dans la biosynthèse de la sélénocystéine à partir de la sérine en convertissant le L-séryl-ARNtSec en L-sélénocystéinyl-ARNtSec à partir de sélénophosphate SePO33–. Elle utilise le phosphate de pyridoxal comme cofacteur.